# Brouwerij Malheur
Brouwerij Malheur (voorheen Brouwerij De Landtsheer) is een bierbrouwerij in de gemeente Buggenhout in België. De brouwerij werd eind augustus 1997 opgestart en is eigendom van Manu De Landtsheer, wiens familie sedert meer dan twee eeuwen bierbrouwers zijn.

## Geschiedenis
De stamvader van deze brouwersfamilie was Balthazar De Landtsheer, die in 1773 in Baasrode werd geboren en er de Brouwerij "De Halve Maan" oprichtte. Zijn zoon, Edward De Landtsheer, geboren in 1808, nam het bedrijf over. Een kleinzoon van Balthazar De Landtsheer, Emmanuel, trok in 1839 van Baasrode naar Buggenhout om er te trouwen met de brouwersdochter Marie-Anne Sarens.
Emmanuel trok in Buggenhout een brouwerij op en veranderde de huidige naam "'t Meuleke" in "Brouwerij De Zon". Het bedrijf was zo succesvol dat de boerderij werd afgestoten en dat bierbrouwen de hoofdzaak werd. Na zijn overlijden in 1879 werd Emmanuel eerst opgevolgd door zijn zoon Charles en later door zijn kleinzoon die ook Emmanuel heette.
Emmanuel De Landtsheer schakelde tijdens de Tweede Wereldoorlog over van brouwen op bottelen en bierhandel. Zo werd hij onder meer depothouder voor Pilsner Urquell, de trappisten-brouwerij van Westmalle en de Mechelse brouwerij Lamot. Zijn zoon, Adolf volgde hem op.
In 1997 werd dus de brouwtraditie in ere hersteld door Manu De Landtsheer, zoon van Adolf en werd de naam gewijzigd in Brouwerij Malheur.
In 2015 trad Guillaume De Landtsheer, zoon van Manu, toe tot de brouwzaal. Hij werd productieleider van a tot z, van de aankoop van grondstoffen tot het eindproduct.

## Bieren
- Malheur
  - Malheur 6, blond, 6%
  - Malheur 8, blond 8%
  - Malheur 10, blond, 10%
  - Malheur 12, bruin, 12%
  - Malheur Bière Brut, blond, 11%
  - Malheur Dark Brut, donkerbruin, 12%
  - Malheur Cuvée Royale, blond, 9%
- Novice
  - Novice Blue, goudblond, 8,5%
  - Novice Tripel Black, bruine tripel, 8,5%
- Aymon

## Fotogalerij

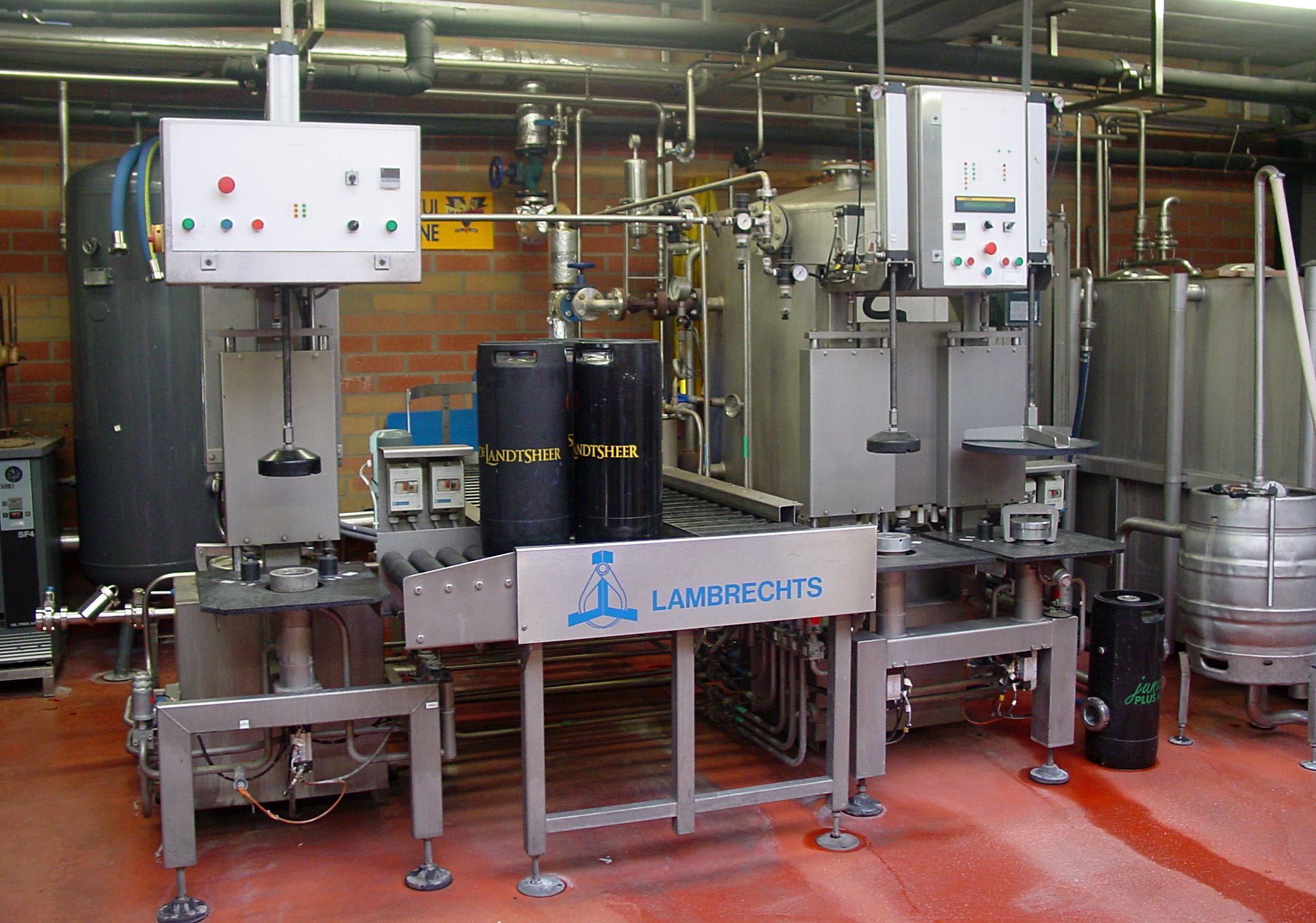
De vatenafvulling
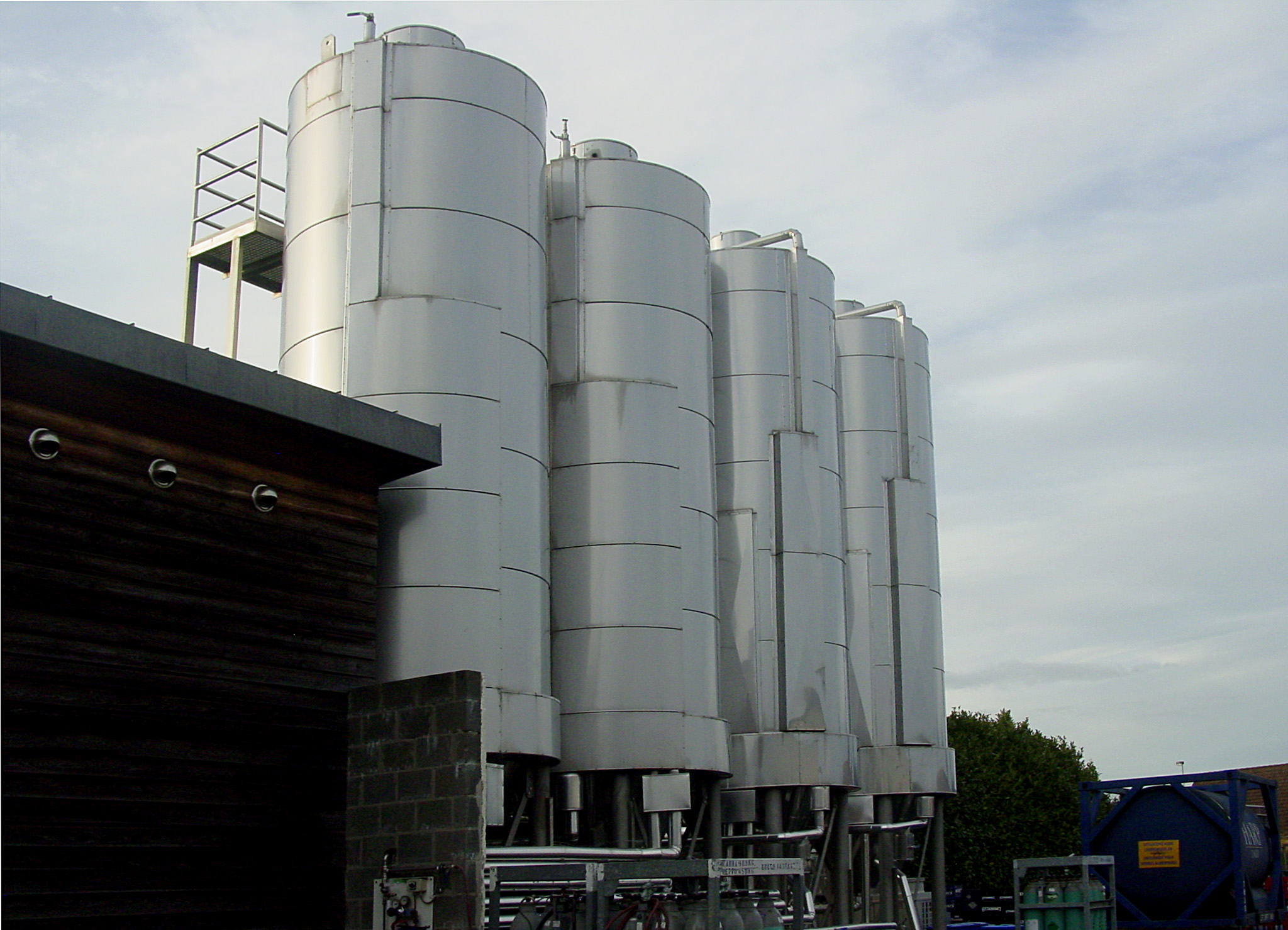
De lagertanks buiten